# Théophile Lawson-Hétchéli
Théophile Têvi Moussoekewo Lawson-Hétchéli, né en juin 1933, est un arbitre togolais de football des années 1970 et 1980.

## Carrière
Il a officié dans trois compétitions majeures : 
- CAN 1976 (2 matchs)
- CAN 1978 (2 matchs)
- CAN 1980 (2 matchs)